# Cytologi
Cytologi er dannet af græsk kytos som betyder "celle" og logos der betyder "lære", altså læren om cellen (cellelæren). Læren om cellens form og funktioner.